# Centre Penitenciari de Dones de Barcelona
El Centre Penitenciari de Dones de Barcelona, conegut popularment com a presó de Wad-Ras, és un edifici situat al carrer antigament homònim (avui, del Doctor Trueta), a la Vila Olímpica del Poblenou de Barcelona.

## Història i descripció
El 1912, la Junta Provincial de Protecció a la Infància i Repressió de la Mendicitat va obtenir de l'Ajuntament de Barcelona la cessió d'un solar terrenys d'uns 9.000 m² a l'illa dels carrers de Wad-Ras, Igualtat (actualment Àlaba), Castillejos (actualment Pamplona) i Enna (actualment Ramon Turró), on l'any següent l'arquitecte Enric Sagnier i Villavecchia va projectat un grup benèfic, que va guanyar el concurs d'edificis artístics de l'Ajuntament de Barcelona de 1916.

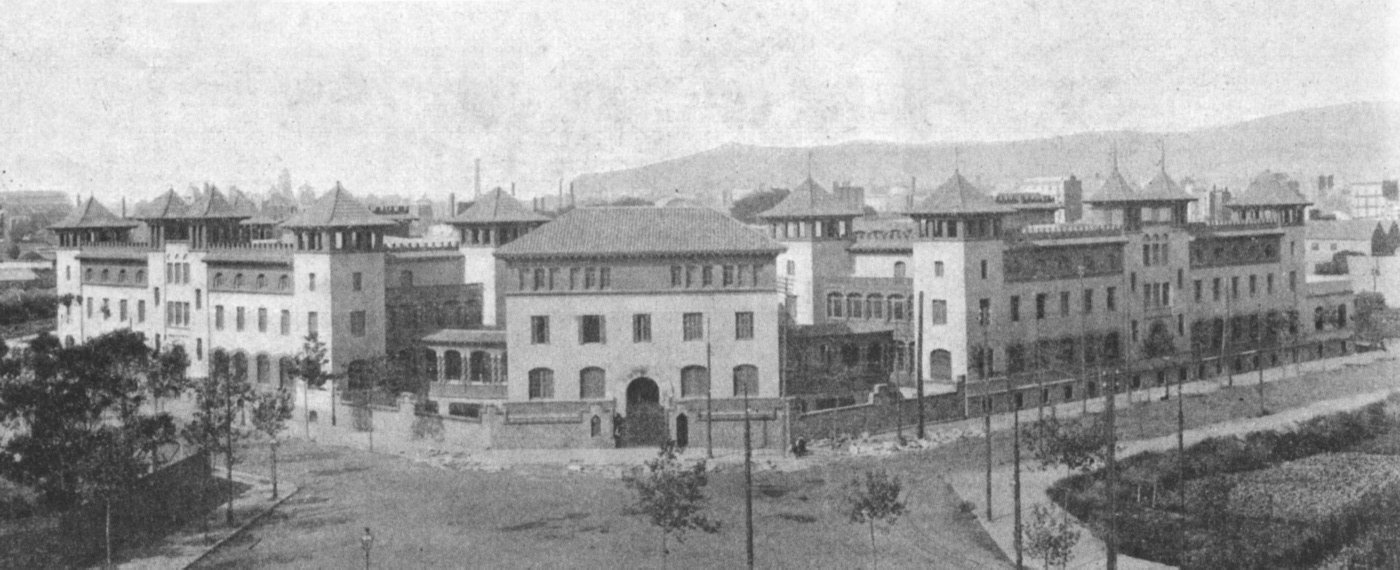
Vista del grup benèfic el 1916

El 1933, l'Ajuntament va cedir també el solar de l'altra banda del carrer de Wad-Ras, on al principi es va ubicar un camp de futbol i posteriorment també les Escoles Professionals, l'Institut Ramon Albó i un centre del Tribunal Tutelar de Menors. Des del 1983, aquest pavelló és destinat a presó de dones, dependent de la Generalitat de Catalunya.
Als anys 1970, la resta de pavellons del grup benèfic van ser enderrocats per problemes estructurals, i aquest espai és actualment ocupat per l'IES Icària.